# Temnosternus flavoscriptus
Temnosternus flavoscriptus là một loài bọ cánh cứng trong họ Cerambycidae.